# 영암군의 향토문화유산
영암군의 향토문화유산은 국가 또는 도 지정문화재로 지정되지 않은 것 중 인위적·자연적으로 형성된 향토적인 문화유산으로서 역사적·학술적·예술적·경관적 가치가 큰 유·무형 문화유산과 고고학적 가치를 가진 자료 등을 말하며 그 유형은 다음과 같다.
1. 향토유형 문화유산 : 건조물, 전적, 서적, 회화, 조각, 고고학자료, 성곽, 명승지, 동·식물자생지, 민속자료 등 유형의 문화적 소산으로서 향토문화 보존에 필요한 것.
2. 향토무형 문화유산 : 연극, 음악, 무용, 공예기술, 의식, 음식제조 등 무형의 문화적 소산으로서 향토문화 보존에 필요한 것.

## 지정 목록
| 번호 | 그림 | 명칭                                | 소재지                                                                   | 소유자 (관리자) | 지정·해제일자        | 비고 |
| ---- | ---- | ----------------------------------- | ------------------------------------------------------------------------ | --------------- | -------------------- | ---- |
| 1호  |      | 용하기 (用下記)                     | 영암군 영암읍 장암리 497                                                 | 장암대동계      | 2009년 7월 3일 지정  |      |
| 2호  |      | 죽림정                              | 영암군 군서면 서구림리 385                                               | 현삼식          | 2009년 7월 3일 지정  |      |
| 3호  |      | 영암 육우당 (靈岩 六友堂)           | 영암군 군서면 서구림리 323                                               | 박찬기          | 2009년 7월 3일 지정  |      |
| 4호  |      | 삼효려                              | 영암군 영암읍 농덕리 495-5                                               | 신정현          | 2009년 7월 3일 지정  |      |
| 5호  |      | 수성사                              | 영암군 영암읍 남풍리 224                                                 | 수성사          | 2009년 7월 3일 지정  |      |
| 6호  |      | 송정사 소장 고문서                  | 영암군 서호면 화송리 592                                                 | 김상회          | 2012년 5월 21일 지정 |      |
| 7호  |      | 호산 추원당 및 임장유 묘비          | 영암군 신북면 이천리 848                                                 | 임경렬          | 2017년 8월 8일 지정  |      |
| 8호  |      | 양달사 장군 유적 (梁達泗 將軍 遺蹟) | 장독샘 : 영암군 영암읍 동무리 137-7 시묘유적 : 영암군 도포면 봉호리 산65 | 양금호          | 2019년 8월 22일 지정 |      |

## 참고 문헌
- 영암군 홈페이지 - 고시/공고